# Język dani Wielkiej Doliny
Język dani Wielkiej Doliny, także dani – język transnowogwinejski używany w indonezyjskiej prowincji Papua, przez lud Dani. Posługuje się nim 75 tys. osób. Jest to jeden z najbardziej znaczących języków papuaskich w indonezyjskiej części Nowej Gwinei (pod względem liczby użytkowników).
Jest znacznie zróżnicowany wewnętrznie, wyróżnia się kilka jego dialektów. Odmiany te mają wspólne cechy gramatyczne i dzielą 75% podstawowej leksyki. Baza danych Ethnologue wyróżnia trzy odrębne języki o tej nazwie, używane w różnych zakątkach Wielkiej Doliny. Ich bliskim krewnym jest język hupla.
Istnieją prace poświęcone morfologii i fonologii tego języka. Jeden z dialektów (Lower Grand Valley Dani) został dość dokładnie opisany pod względem gramatycznym (poświęcono mu opracowanie z 1981 r.). Dani zachodni jest rozpatrywany jako odrębny język.
Jest zapisywany alfabetem łacińskim.